# Adriaan Beeckerts van Thienen

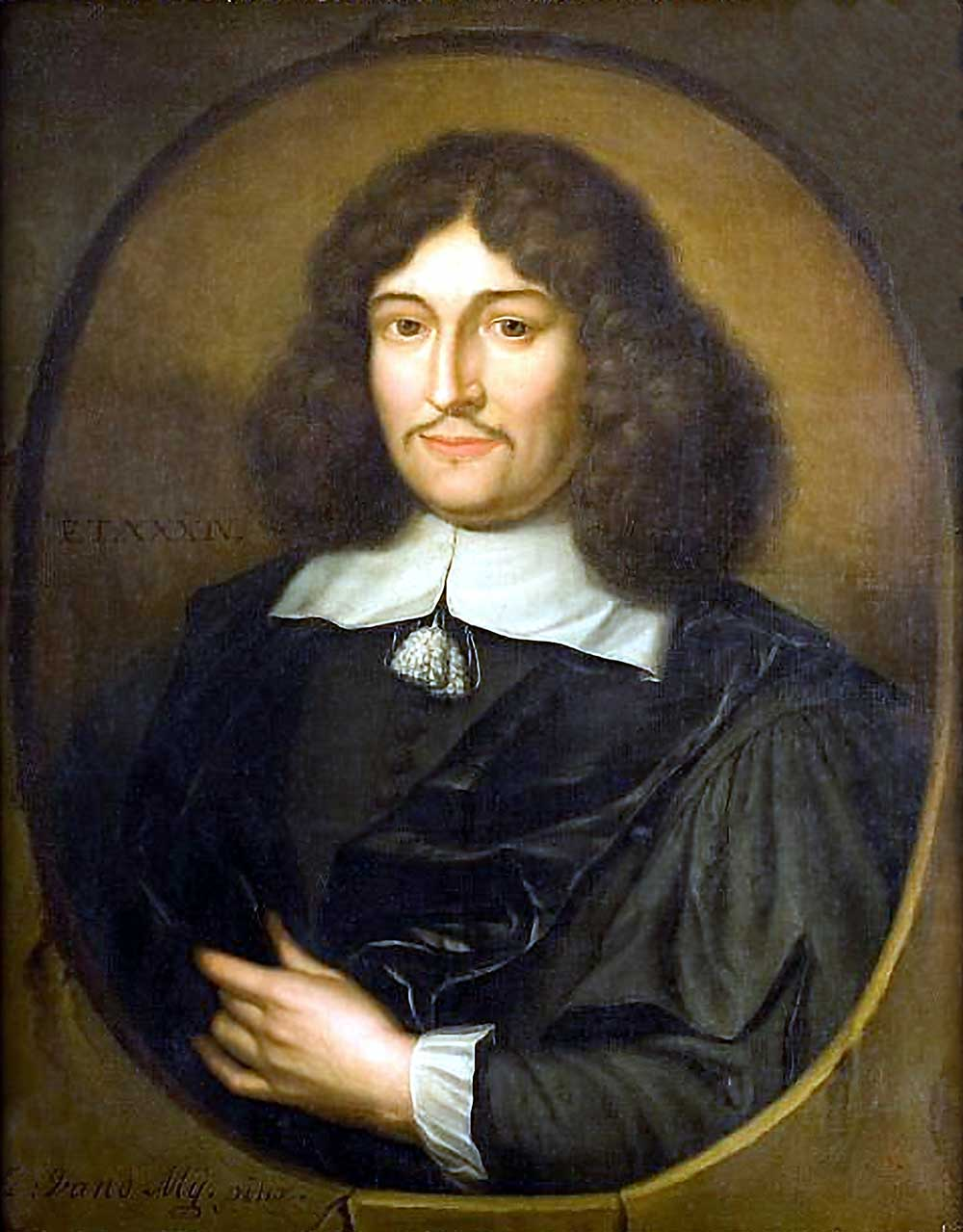
Adriaan Beeckerts van Thienen

Adriaan Beeckerts van Thienen (* 1623 in Leiden; † 5. September 1669 ebenda) war ein niederländischer Rechtswissenschaftler.

## Leben
Beeckerts van Thienen studierte in seiner Heimatstadt Leiden, wo er sich am 26. Mai 1634 immatrikulierte. Danach wird er noch viermal erwähnt. Am 4. Juni 1636, am 6. Juni 1642, am 17. März 1643 und zuletzt am 28. April 1647 als Doktor der Rechte. Vor allem wird er seine Studien bei Arnoldus Vinnius (1588–1657) absolviert haben. Danach wirkte er als Advokat am Hof der Niederlande, wurde am 8. Juni 1654 zum außerordentlichen Professor der Rechte an die Universität Leiden berufen, welches Amt er mit einer Rede am 9. Juli 1654 antrat. Am 8. Mai 1655 wurde er ordentlicher Professor der Rechte in Leiden und dozierte seit 1659 in den Pandekten. Nachdem er 1663 als Rektor der Alma Mater an deren organisatorischen Aufgaben beteiligt hatte, übernahm er 1667 die Professur des niederländischen Zivil-, Staats- und Völkerrechts. Er starb zwei Jahre später. 
Eigene Schriften existieren nicht. Seine Bedeutung liegt vielmehr auf den praktischen Bereichen der Rechtswissenschaften. Seinen einstigen Lehrer, Freund und Kollege Vinnius hatte er 1657 in seiner großen Verehrung mit einer Lobrede bedacht. Diese erschien 1657 in Leiden unter dem Titel Oratio funebris in obitum nob: et toto orbe celeberrimi viri D. Arn. Vinnii JCt und scheint ebenfalls im Rahmen eines Rektorats gehalten worden zu sein. Zudem hatte der Kurator von Leiden Cornelis de Witt ihn mit Panegyricus dictus illustri et strenuo viro Cornelio Wittio 7 Idus Novembris anno 1667 in auditorio theologico (Leiden 1667) geehrt. Einige Gutachten sind von ihm bekannt. Jonas Suyderhoef stach 1643 sein Bildnis in Kupfer.